# شهرستان بلو ارث (مینه‌سوتا)
شهرستان بلو ارث، مینه‌سوتا (به انگلیسی: Blue Earth County, Minnesota) شهرستانی در ایالات متحده آمریکا است که در مینه‌سوتا واقع شده‌است.